# Joseph E. Chapman
Joseph Edward „Joe“ Chapman (* 22. August 1984 in Chicago Heights, Illinois) ist ein US-amerikanischer Basketballspieler. Nach dem Studium in seinem Heimatland spielte Chapman ab 2006 zunächst als Profi in Lateinamerika. Nachdem er bereits in der Saison 2007/08 eine Spielzeit in Europa bei Geofin Nový Jičín in Tschechien gespielt hatte, ging er 2009 in die British Basketball League (BBL) zu den Newcastle Eagles, wo er bislang seine größten Erfolge feiern konnte. Nachdem Chapman bereits in der Saison 2009/10 die reguläre Saison und den Pokalwettbewerb BBL Trophy mit den Eagles gewinnen konnte, gewann man in der Saison 2011/12 neben diesen beiden Titeln alle weiteren zu vergebenen Titel der BBL. Chapman wurde persönlich als Most Valuable Player (MVP) der BBL-Saison 2011/12 ausgezeichnet.

## Karriere
Chapman ging 2002 zum Studium an die Marquette University in Milwaukee, wo er für die Hochschulmannschaft Golden Eagles damals in der Conference USA (C-USA) der NCAA spielte. Mit dem späteren NBA All-Star und Olympiasieger Dwyane Wade gewannen die Golden Eagles 2003 ihre Division in der C-USA und zogen in der landesweiten NCAA-Endrunde bis in das „Final Four“-Turnier ein, wo sie jedoch im Halbfinale den Jayhawks der University of Kansas deutlich unterlagen. Nachdem Wade als Profi in die NBA gewechselt war, konnten sie an diese Erfolge nicht mehr anschließen. 2005 wechselten die Golden Eagles in die Big East Conference und qualifizierten sich noch einmal für die NCAA-Endrunde, in der sie jedoch in der ersten Runde ausschieden. In seiner dritten Saison als „Junior“ wurde Chapman knapp 25 Minuten pro Spiel eingesetzt. Obwohl sich seine Trefferquoten bei deutlich weniger Wurfversuchen in seiner letzten Spielzeit etwas erhöhten, bekam er in seiner letzten Collegespielzeit als „Senior“ etwas weniger Spielzeit und kam nur auf gut sechs Punkte pro Spiel. Er büßte damit alle Chancen auf einen Vertrag als Profi in einer lukrativen Liga seiner Heimat ein.
Nach dem Studium ging Chapman 2006 als Profi zunächst nach Kolumbien und Mexiko. Für die Spielzeit 2007/08 bekam er dann einen Vertrag beim tschechischen Verein Geofin aus Nový Jičín. Dieser erreichte die Finalserie um die tschechische Meisterschaft, in der man jedoch klar gegen Serienmeister ČEZ Nymburk unterlag. Anschließend kehrte Chapman erneut nach Südamerika zurück, wo er in Chile und wiederum in Mexiko spielte. Nach einem Jahr bekam er dann einen Vertrag in der British Basketball League (BBL) bei den Eagles aus Newcastle-upon-Tyne. Mit den Eagles konnte er den Titel im Pokalwettbewerb BBL Trophy verteidigen und seine Mannschaft zog erneut als Sieger der Hauptrunde in die Play-offs der BBL ein, wo man jedoch im Halbfinale dem späteren Titelgewinner Everton Tigers unterlag und diesen Titel nicht verteidigen konnte. In der folgenden Spielzeit dominierten die nun als Mersey Tigers firmierende Mannschaft die BBL und konnten die Eagles jeweils im Halbfinale der Pokalwettbewerbe eliminieren. In der Meisterschaft verloren die Eagles als Hauptrundenzweiter das Play-off-Halbfinale gegen den BBL-Cup-Sieger Sheffield Sharks. In der Spielzeit 2011/12 gewannen die Eagles den Ligapokal BBL Cup sowie die BBL Trophy in den Finalspielen gegen die Plymouth Raiders und beendeten mit MVP Chapman auch die Hauptrunde der BBL als Erster. Im Finale der Play-offs schlug man die Leicester Riders und konnte damit alle Titel der BBL-Saison 2011/12 auf sich vereinen. In der folgenden Saison 2012/13 taten es ihnen die Leicester Riders beinahe gleich und gewannen bis auf die Trophy alle Titel der BBL. Dabei gewannen sie unter anderem das Finale im BBL Cup und das Play-off-Finale gegen den Hauptrundenzweiten und Titelverteidiger Eagles.